# Galápagos (kommunhuvudort)
Galápagos är en kommunhuvudort i Spanien.   Den ligger i provinsen Provincia de Guadalajara och regionen Kastilien-La Mancha, i den centrala delen av landet, 40 km nordost om huvudstaden Madrid. Galápagos ligger 740 meter över havet och antalet invånare är 833.
Terrängen runt Galápagos är huvudsakligen platt. Galápagos ligger nere i en dal. Runt Galápagos är det ganska tätbefolkat, med 116 invånare per kvadratkilometer. Närmaste större samhälle är Guadalajara, 16,3 km öster om Galápagos. Trakten runt Galápagos består till största delen av jordbruksmark.